# Donat Acklin
Donat Acklin (Herznach, 6 juni 1965) is een Zwitsers voormalig bobsleeremmer. Acklin nam driemaal deel aan de Olympische Winterspelen en veroverde hierbij vier medailles, twee gouden in de tweemansbob en één zilveren en één bronzen medaille in de viermansbob. Acklin en zijn piloot Gustav Weder waren de eersten die hun olympische titel in de tweemansbob prolongeerden. Acklin won tijdens de wereldkampioenschappen in 1993 de wereldtitel in de viermansbob en de zilveren medaille in de tweemansbob.

## Resultaten
- Olympische Winterspelen 1988 in Calgary 4e in de tweemansbob
- Olympische Winterspelen 1992 in Albertville  in de tweemansbob
- Olympische Winterspelen 1992 in Albertville  in de viermansbob
- Wereldkampioenschappen bobsleeën 1993 in Igls  in de tweemansbob
- Wereldkampioenschappen bobsleeën 1993 in Igls  in de viermansbob
- Olympische Winterspelen 1994 in Lillehammer  in de tweemansbob
- Olympische Winterspelen 1994 in Lillehammer  in de viermansbob

1932: Hubert Stevens / Curtis Stevens ·
1936: Ivan Brown / Alan Washbond ·
1948: Felix Endrich / Friedrich Waller ·
1952: Andreas Ostler / Lorenz Nieberl ·
1956: Lamberto Dalla Costa / Giacomo Conti ·
1964: Anthony Nash / Robin Dixon ·
1968: Eugenio Monti / Luciano De Paolis ·
1972: Wolfgang Zimmerer / Peter Utzschneider ·
1976: Meinhard Nehmer / Bernhard Germeshausen ·
1980: Erich Schärer / Josef Benz ·
1984: Wolfgang Hoppe / Dietmar Schauerhammer ·
1988: Jānis Ķipurs / Vladimir Kozlov ·
1992: Gustav Weder / Donat Acklin ·
1994: Gustav Weder / Donat Acklin ·
1998: Günther Huber / Antonio Tartaglia en Pierre Lueders / David MacEachern ·
2002: Christoph Langen / Markus Zimmermann ·
2006: André Lange / Kevin Kuske ·
2010: André Lange / Kevin Kuske ·
2014: Beat Hefti / Alex Baumann ·
2018: Francesco Friedrich / Thorsten Margis en Justin Kripps / Alexander Kopacz ·
2022: Francesco Friedrich / Thorsten Margis